# Marcin Mielczewski
Marcin Mielczewski   (1600 - Varsòvia, setembre 1651) va ser un compositor polonès.
Mielczewski va ser, juntament amb els seus professors Franciszek Lilius i Bartłomiej Pękiel, els compositors polonesos més importants del segle xvii.
De 1638 a 1644 va treballar com a compositor i músic a la Capella Reial de Varsòvia, que va estar sota la direcció de Marco Scacchi. En 1645 es va convertir en mestre de capella al tribunal del príncep-bisbe de Breslau i Płock, Karl Ferdinand Wasa, germà del rei.
Les seves obres més famoses estan compostes pel "estil concertat" italià de principis del segle xvii. En un dels seus canzons instrumentals és el primer ús d'una mazurka en la música cortesana.

## Obres
- Concerts i motets espirituals, Opera Omnium
- 7 Canzonen a 2, 3 i Bc
- Doble cànon, un 4, a l'antologia de M. Scacchi "Cribrum musicum" (Venècia, 1643)
- "Vesperae Dominicales"